# Slaměný klobouk

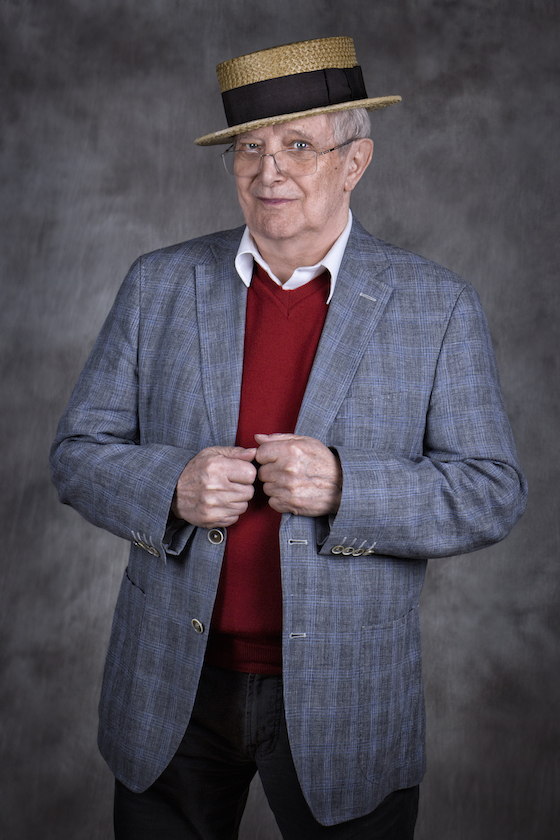
Jiří Suchý (jeden z významných nositelů slaměného klobouku)

Slaměný klobouk je klobouk vyrobený ze slámy nebo její napodobeniny. Typem slaměného klobouku je slaměný kuželový klobouk.

## Umělci, kteří klobouk proslavili
- Harold Lloyd, americký filmový komik z éry němých filmových grotesek
- Maurice Chevalier, francouzsko-americký zpěvák, herec a bavič
- Jiří Suchý - český herec, zpěvák, textař, básník, partner Jiřího Šlitra, bavič a divadelní podnikatel
- Karel Zeman - český animátor, výtvarník a filmový režisér v animované postavě pana Prokouka

## Galerie

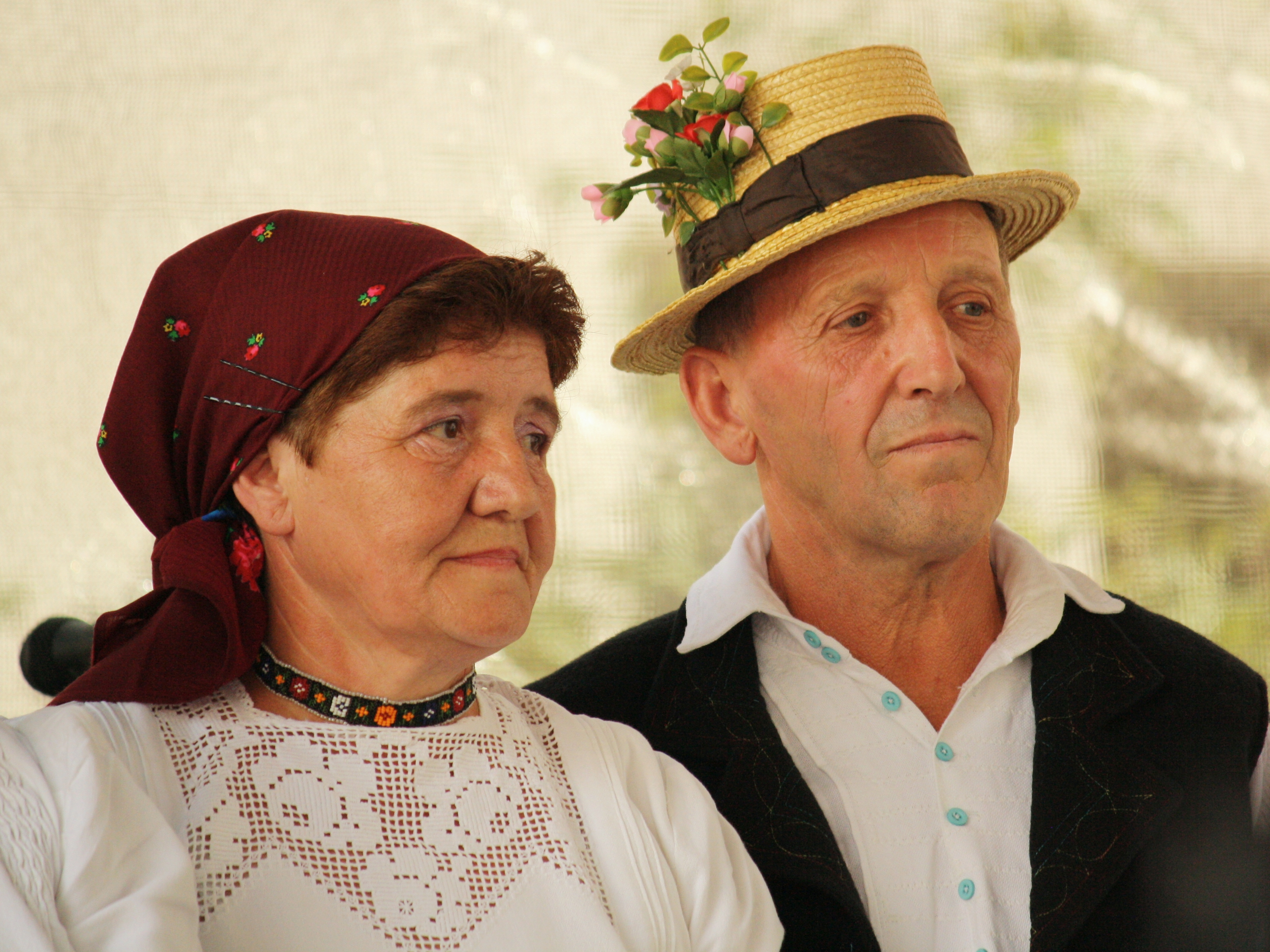
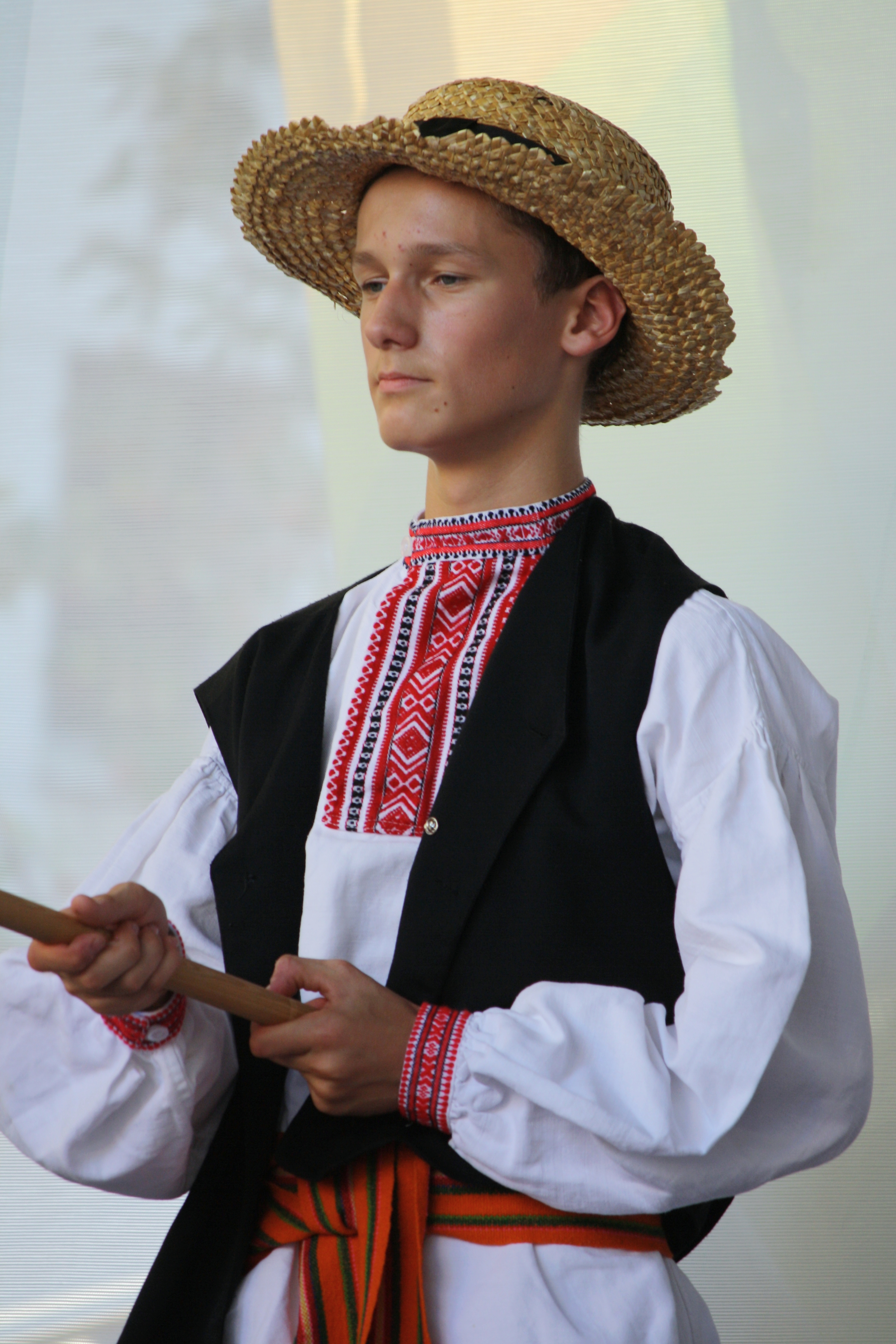
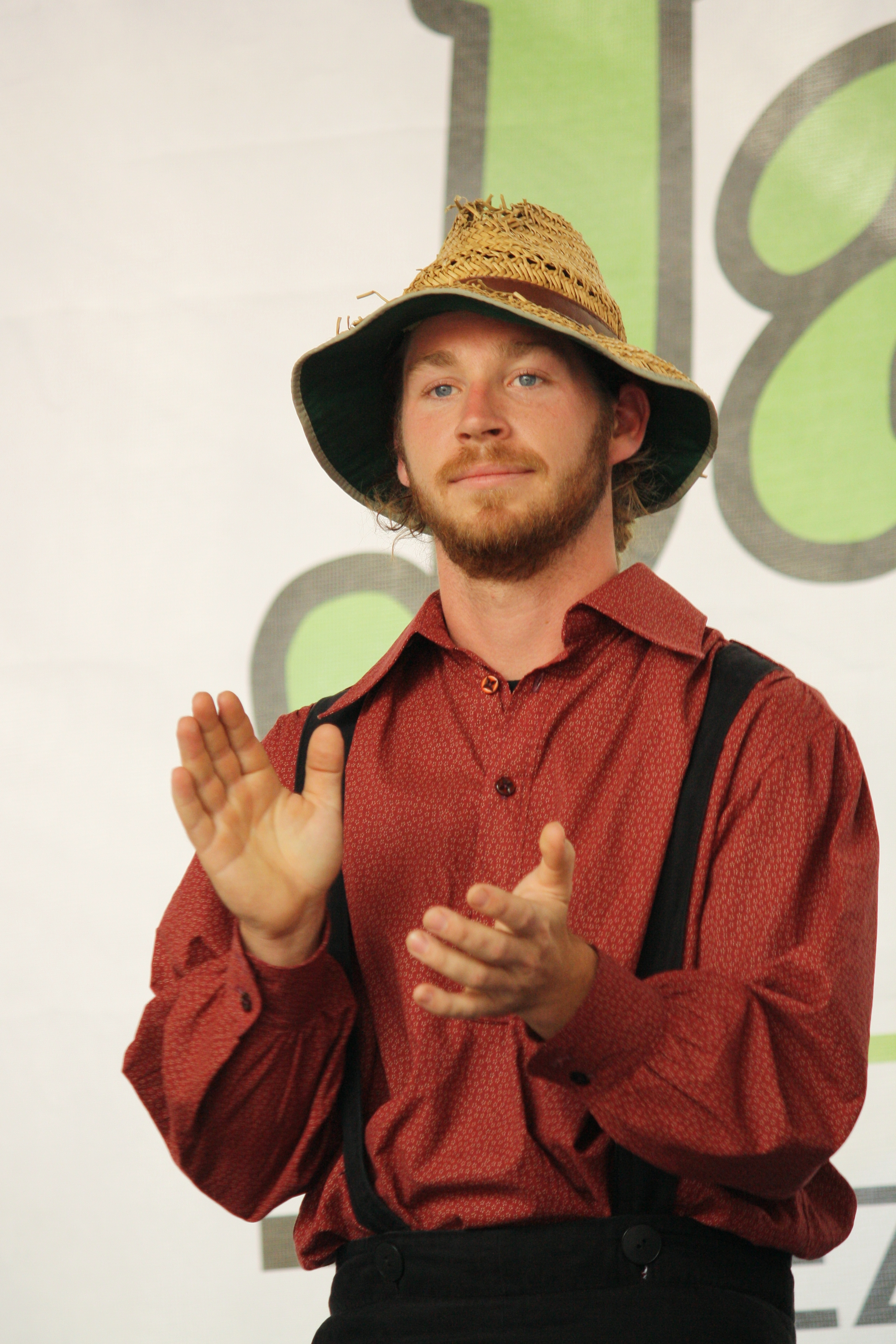
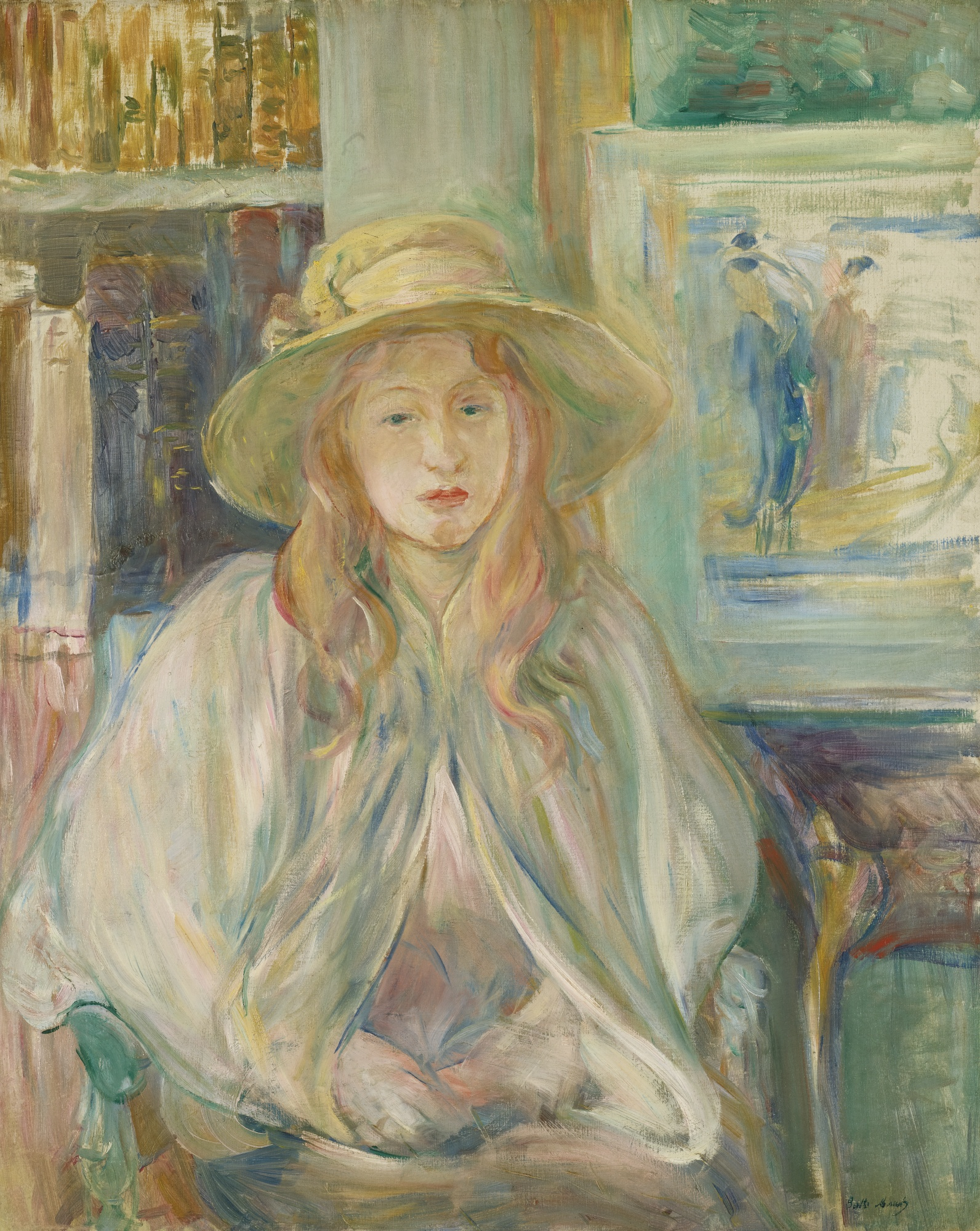
Fille au chapeau de paille, Berthe Morisot (1892).